# قلعه بوفورت

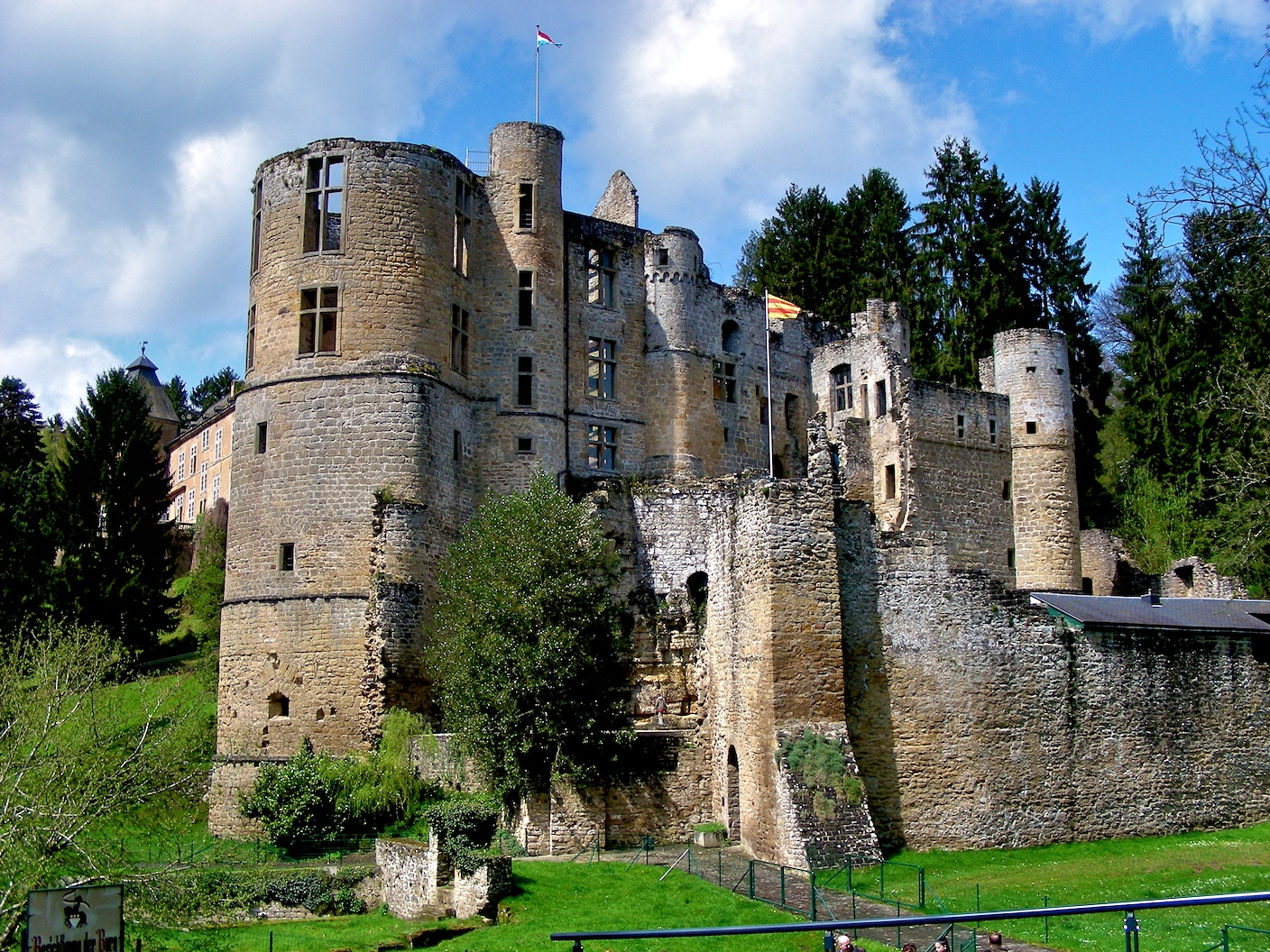
قلعه بوفورت در سال ۲۰۰۸

قلعه بوفورت (به فرانسوی: Château de Beaufort) قدمت آن به قرن یازدهم برمیگردد، متشکل از ویرانه‌های قلعه قرون وسطایی و یک چتوی مجاور رنسانس است. این قلعه در بوفورت در شرق لوکزامبورگ واقع شده‌است.

## تاریخچه
احتمالاً در قرن ۱۱میلادی بود که ساخت این قلعه به عنوان کوچک مربع شکل آغاز شد قلعه بر روی یک سنگ بزرگ محافظت شده توسط یک خندق و یک دیوار دوم در بالای دره قرار دارد، از سال ۱۱۹۲میلادی نشان می‌دهد که ووتترد و یلتس و بوفورت اولین حکم ران آن بوده‌است. در نیمه اول قرن ۱۲میلادی، یک محفظه اضافه شد و دروازه آن بزرگ‌تر شد. در سال ۱۳۴۸میلادی، پس از ازدواج آدلاید از بوفورت با ویلیام اورلی، مالکین جدید این قلعه به دست خانواده اورلی افتاد. این قلعه وسعت قابل توجهی داشت. در سال ۱۴۷۷میلادی، ماکسیمیلیان اتریشی قلعه را به یوهان بایر فون بوپارد منتقل کرد پس از آن که یوهان فون اورلی-بوفورت موجب صلب اعتمادی شد. در سال ۱۵۳۹میلادی، برنارد فون ولبرک لرد بوفور شد و بال بزرگ رنسانس را با پنجره‌های چهار ضلعی در بالای دیواره‌های قرون وسطایی این قلعه اضافه کرد.

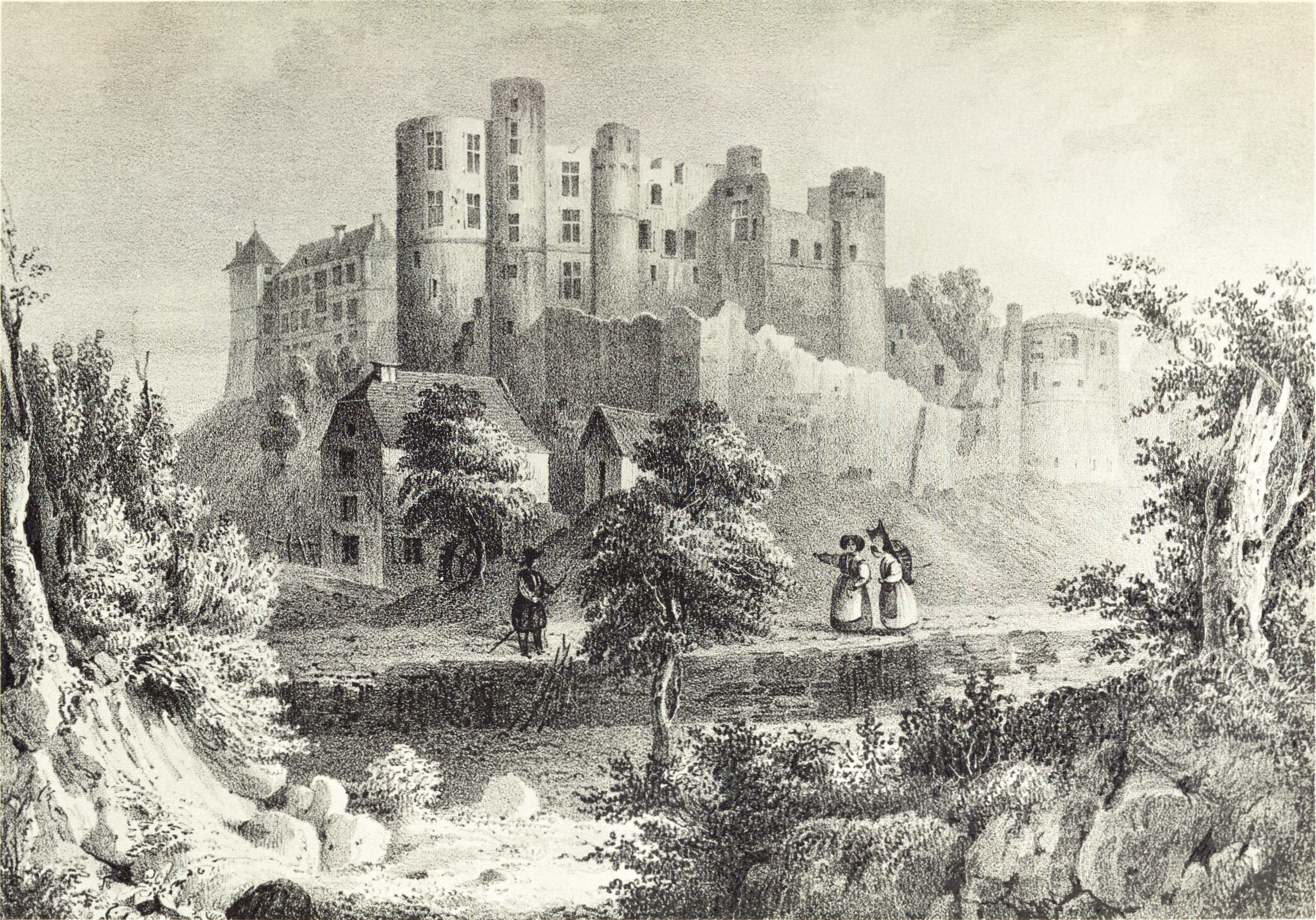
نیکلاس لیز: نقاشی (۱۸۳۴)

قلعه سپس به دست گاسپارد دو هو که با نوه و لبروک ازدواج کرده بود، درآمد. طرفدار مقاومت هلند و خانه نارنج، دوهو توسط اسپانیایی‌ها دستگیر شد، متهم به بدعت و خیانت شد و در سال ۱۵۹۳میلادی در بازار ماهی لوکزامبورگ اعدام شد. فیلیپ دوم اسپانیا اموال را توقیف و به پیتر ارنست گراف سپرد. فون مانسفلد، فرماندار لوکزامبورگ، از طریق ازدواج، قلعه به دارایی هنری دو شالون و سپس گاسپارد دو بوست مولن تبدیل شد که پس از ویرانی توسط جنگ سی ساله مجبور شد آن را بفروشد. یوهان بارون فون بک به نمایندگی از پادشاه اسپانیا، فرماندار لوکزامبورگ، املاک را در سال ۱۶۳۹میلادی خریداری کرد. وی ساخت قلعه رنسانس را در سال ۱۶۴۳میلادی آغاز کرد اما پس از آن که بر اثر جراحات ناشی از نبرد لنز در سال ۱۶۵۸میلادی درگذشت، کار ساخت توسط پسرش در سال ۱۶۴۹میلادی به پایان رسید.

## قلعه امروزی
خرابه‌های قلعه قرون وسطایی از سال نو میلادی تا ۱ نوامبر همه روزه از ساعت ۹ صبح تا ۶ بعد از ظهر برای بازدیدکنندگان باز است.